# Roches Stores
Roches Stores est une chaîne de grands magasins irlandaise. En 2006 elle a été rachetée par le groupe de distribution britannique Debenhams qui exploite désormais les magasins sous sa propre marque.
Fondé à Cork en 1901 par William Roche, Roches Stores n'est d'abord qu'un petit magasin de meubles. L'enseigne a grandi pour posséder jusqu'à onze magasins en Irlande. Roches Stores vend une large gamme de produits : meuble, équipement de la maison, vêtements, papeterie... Pendant de nombreuses années Roches Stores a été la seule véritable chaîne de magasins en Irlande. Contrairement à ses concurrents, Roches Stores distribue plus de produits de marques. Cette tendance lui a valu une image de magasin haut-de-gamme comparé à ses principaux concurrents.
Roches Stores fut la cause d'une grande controverse dans les années 1970 et au début des années 1980 quand l'entreprise fit démolir Frescati House à Blackrock, l'ancienne résidence de Lord Edward FitzGerald.

## Abandon du commerce alimentaire
La plupart des magasins abritait un supermarché de commerce alimentaire. En 1998 ces supermarchés devinrent des franchises de SuperValu sous la marque SuperValu at Roches Stores. Mais en 2005 ces supermarchés furent fermés. Seuls cinq restèrent ouverts : une concession fut accordée à Caulfield/McCarthy pour les deux supermarchés de Cork, le troisième devint une franchise de SuperValu, les deux derniers furent repris par Marks & Spencer.

## Rachat par Debenhams
En juillet 2006 les journaux irlandais se firent l'écho de négociations entre Roches Stores et le groupe Debenhams au sujet d'un éventuel rachat de la chaîne de magasins. Le 8 août 2006, le rachat fut annoncé : pour 29 millions d'euros, Debenhams obtient l'exploitation de 9 des 11 magasins ; la famille Roche reste cependant propriétaires des murs. Le groupe Marks & Spencer devait reprendre les deux magasins ne faisant pas partie de l'accord avec Debenhams mais finalement, faute d'accord, ceux-ci seront simplement fermés en même temps que le siège de l'entreprise.
Depuis décembre 2006, les magasins Roches Stores passent progressivement aux mains de Debenhams. Le nom de Roches Stores devrait disparaître des rues irlandaises courant 2007.